# Eptifibatide
L'eptifibatide (Integrilin) est un antiagrégant plaquettaire de type inhibiteur des récepteurs des glycoprotéines IIb/IIIa. Il s'agit d'un heptapeptide cyclique synthétique, dérivé d'une protéine de venin de serpent à sonnettes.
Il inhibe l'agrégation plaquettaire d'une manière dose-dépendante et rapidement réversible. Il est indiqué dans les syndromes coronariens avec menace d'infarctus. Il s'administre en perfusion intraveineuse.
Les autres inhibiteurs des récepteurs des glycoprotéines IIb/IIa sont l'anticorps abciximab et le tirofiban non peptidique.